# Sigurður Guðmundsson
Sigurður Guðmundsson (Reikiavik, 1942) es un escultor islandés.

## Datos biográficos
Nacido en la capital islandesa en 1942. Tras estudiar de 1960 a 1963 en la Escuela de Artes y Oficios en la Universidad de Islandia de Reikiavik se trasladó a Harlem, donde completó su formación en al Atelier 63. Residió en Groninga y en 1970 se instaló de forma permanente en Ámsterdam (Países Bajos). Inicialmente Guðmundsson realizó fotografías y pinturas. En 1966 se incorporó al movimiento Fluxus. Desde 1980 se dedicó a la escultura. De 1978 a 1986 fue profesor en la Academia de Arte e Industria (AKI) en Enschede.
Guðmundsson ha expuesto en los Países Bajos, Alemania, Suecia, Noruega, Finlandia e Islandia.
En 2000 recibió el Premio A. Roland-Holst Penning para las Artes en su primera edición.
Vive y trabaja en los Países Bajos y China. 

## Obras
El secreto rojo - Het rode geheim
Instalada frente al Centro Médico Universitario (nl) de Groninga, de granito rojo.

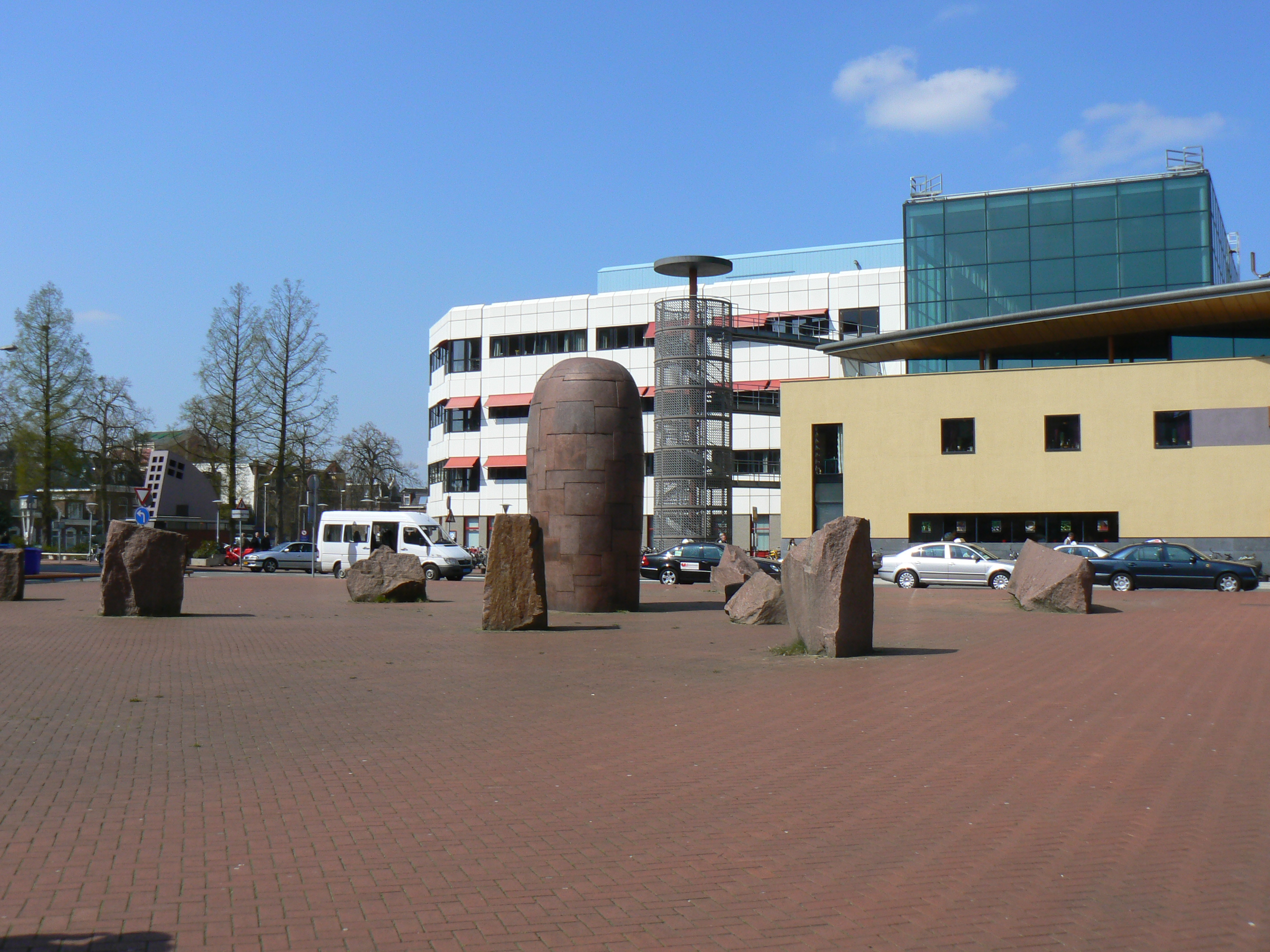
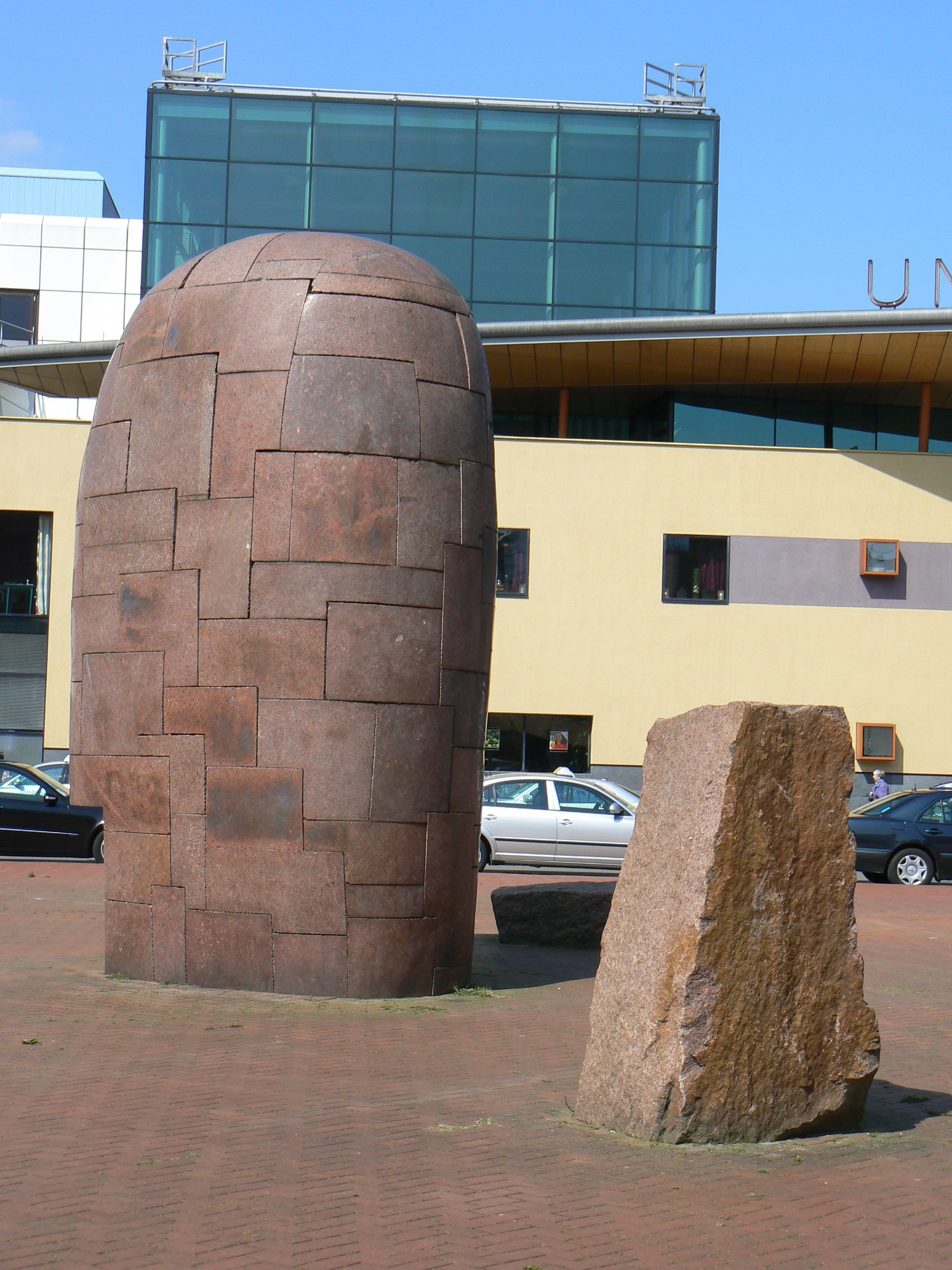
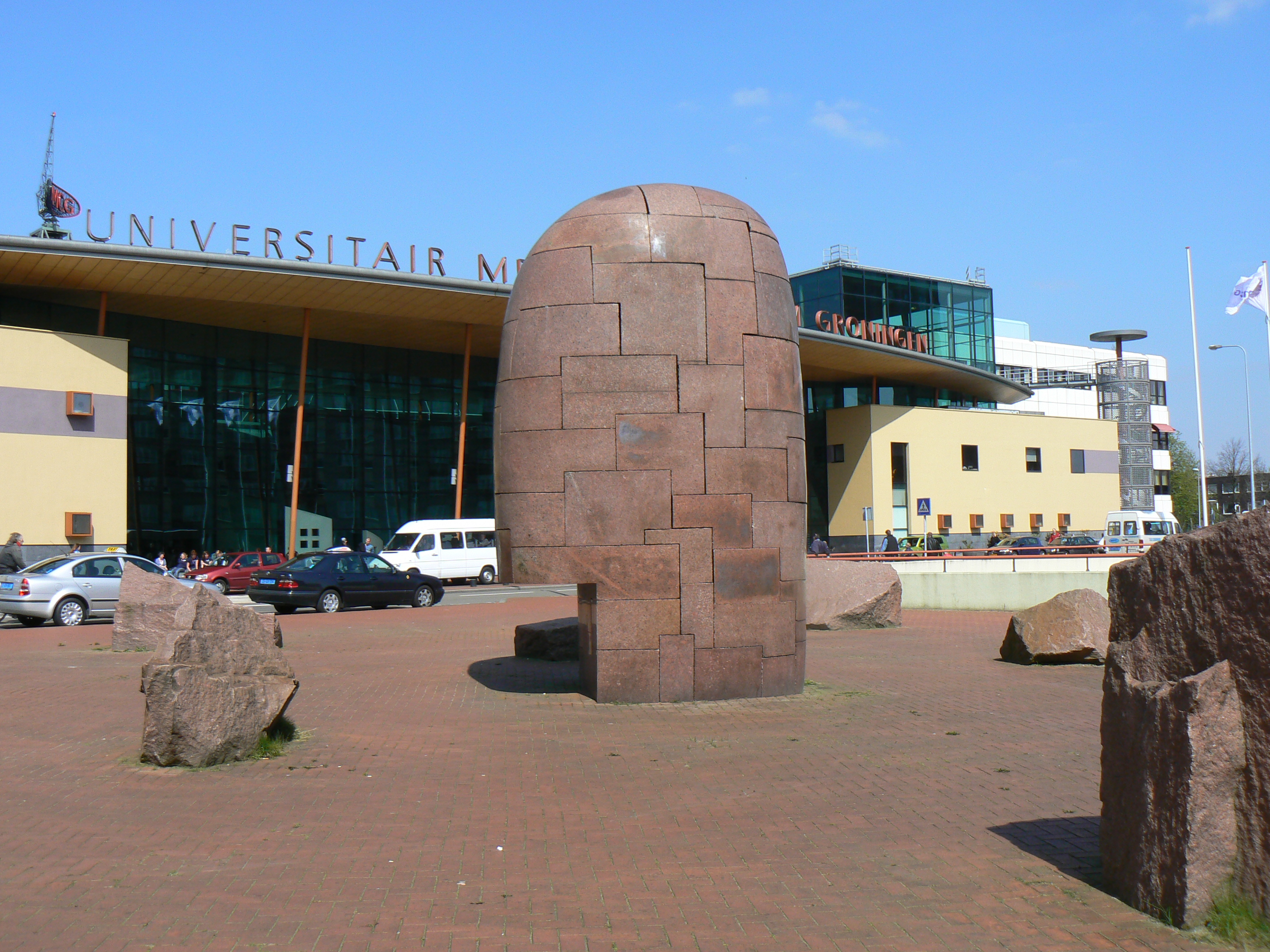
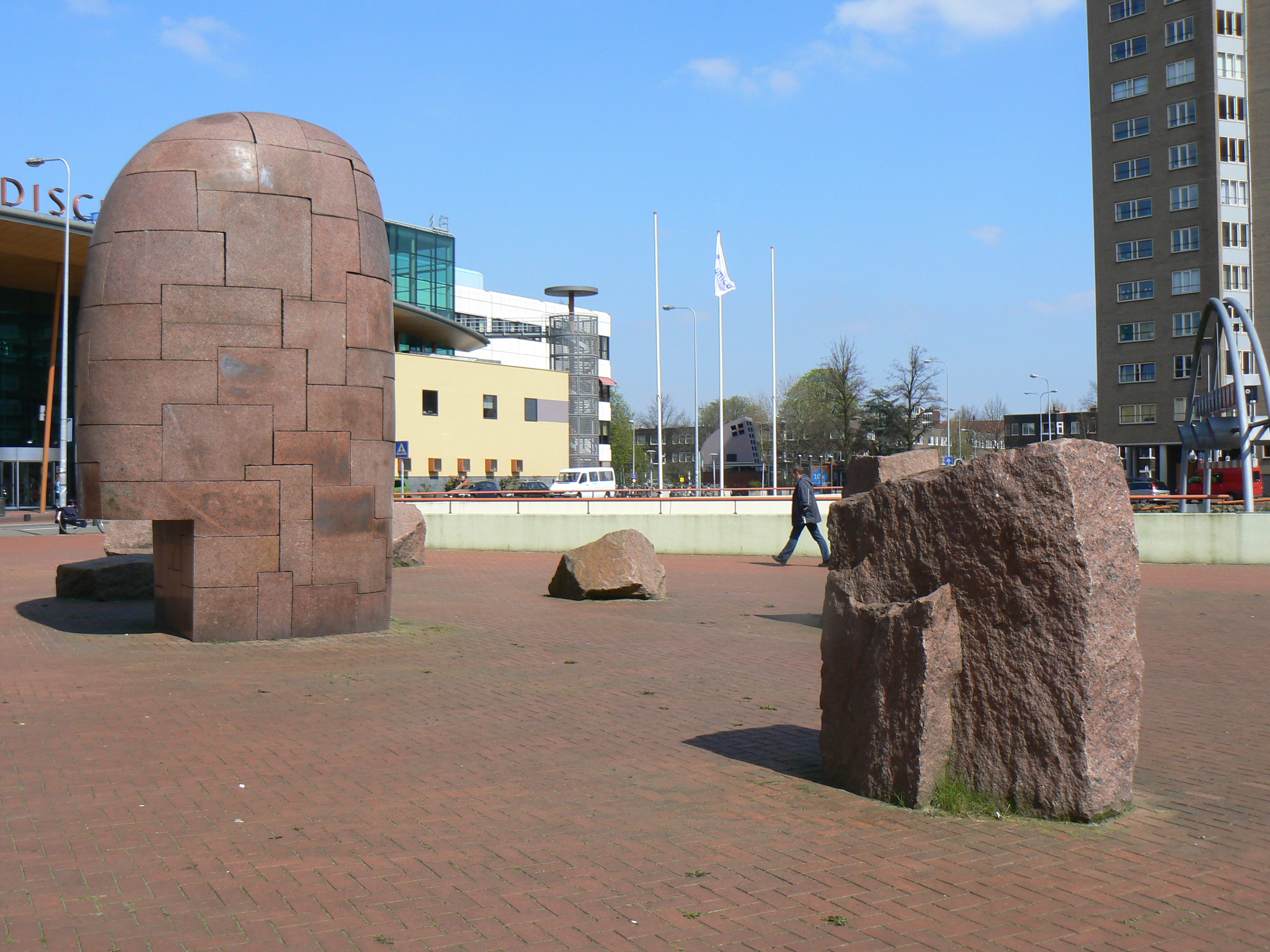

(pulsar sobre la imagen para ampliar) 
Otras obras al aire libre
- 1986 Portret', Parque de esculturas del Museo de Arte Moderno de Arnhem (nl) , Arnhem
- 1987 Pathos, en el Brabanthallen 's-Hertogenbosch (nl) en Bolduque.
- 1988 Zonder titel, Almere
- 1988 Zonder titel, parroquia de Kralingen-Crooswijk (nl) en Róterdam
- 1995 De ontmoeting, plaza Menno ter Braak en Gorinchem
- 1996 Zonder titel, Sokkelplan en La Haya

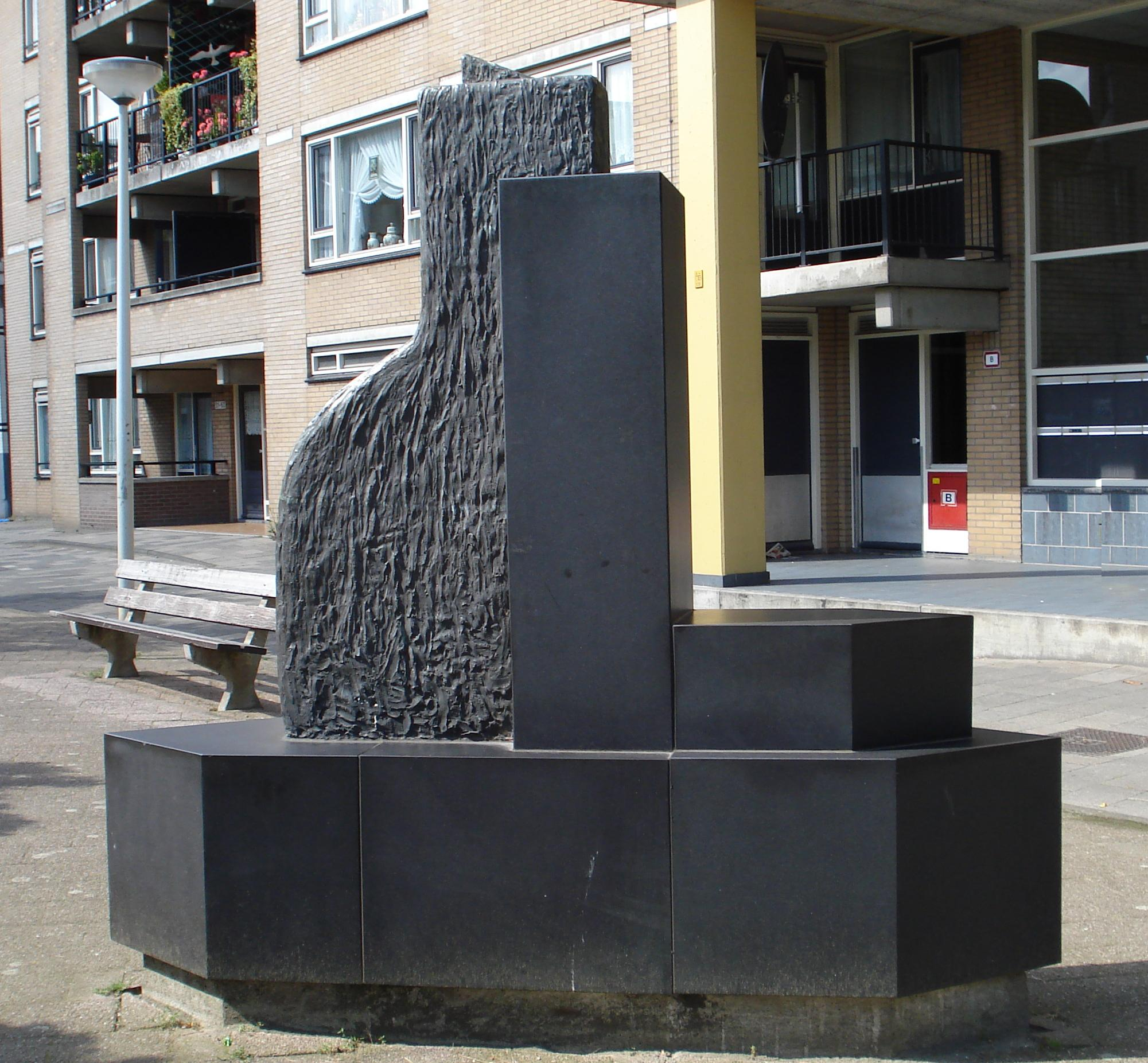
zonder titel en Rotterdam
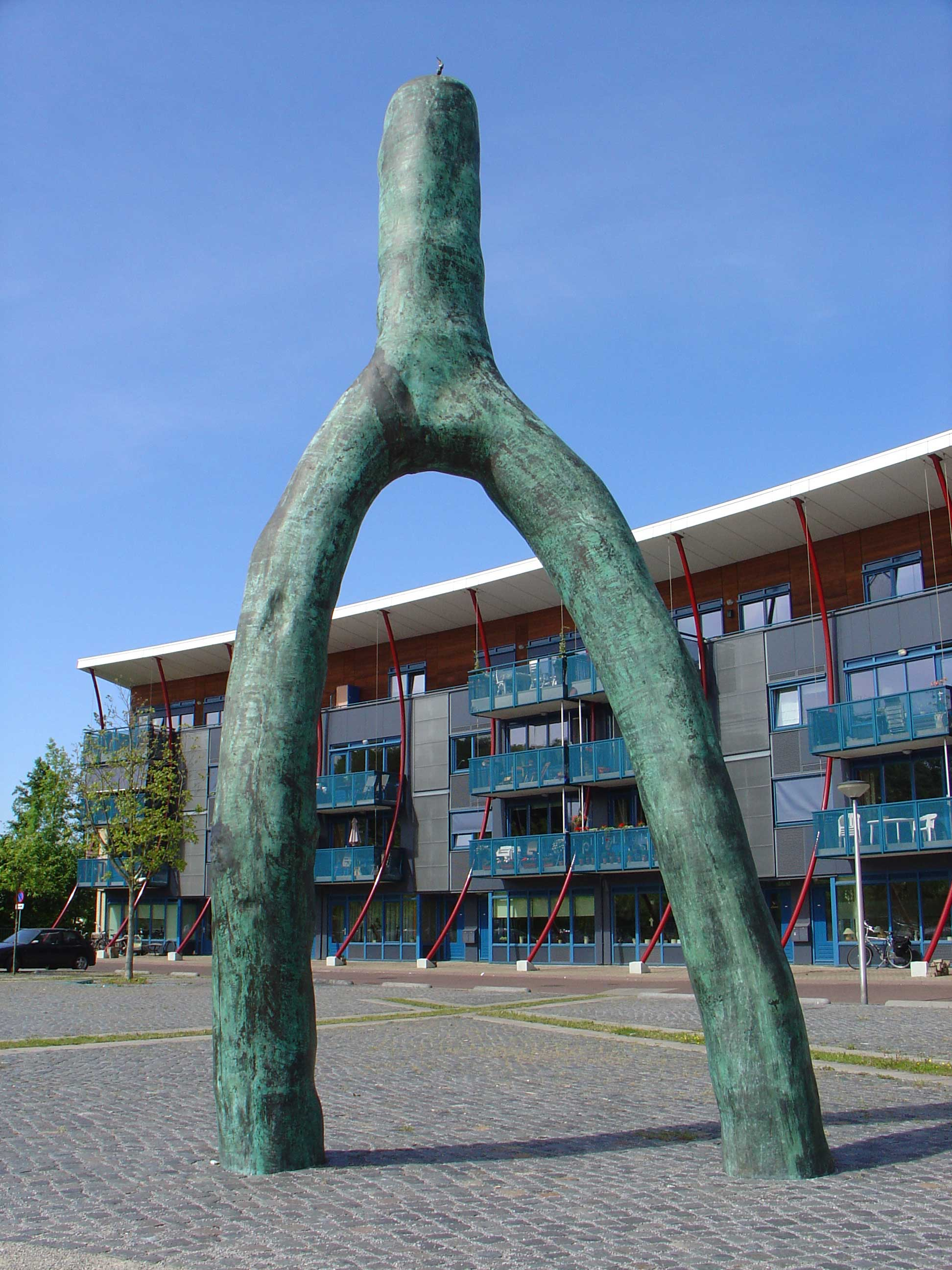
Wichelroede en Glanerbrug
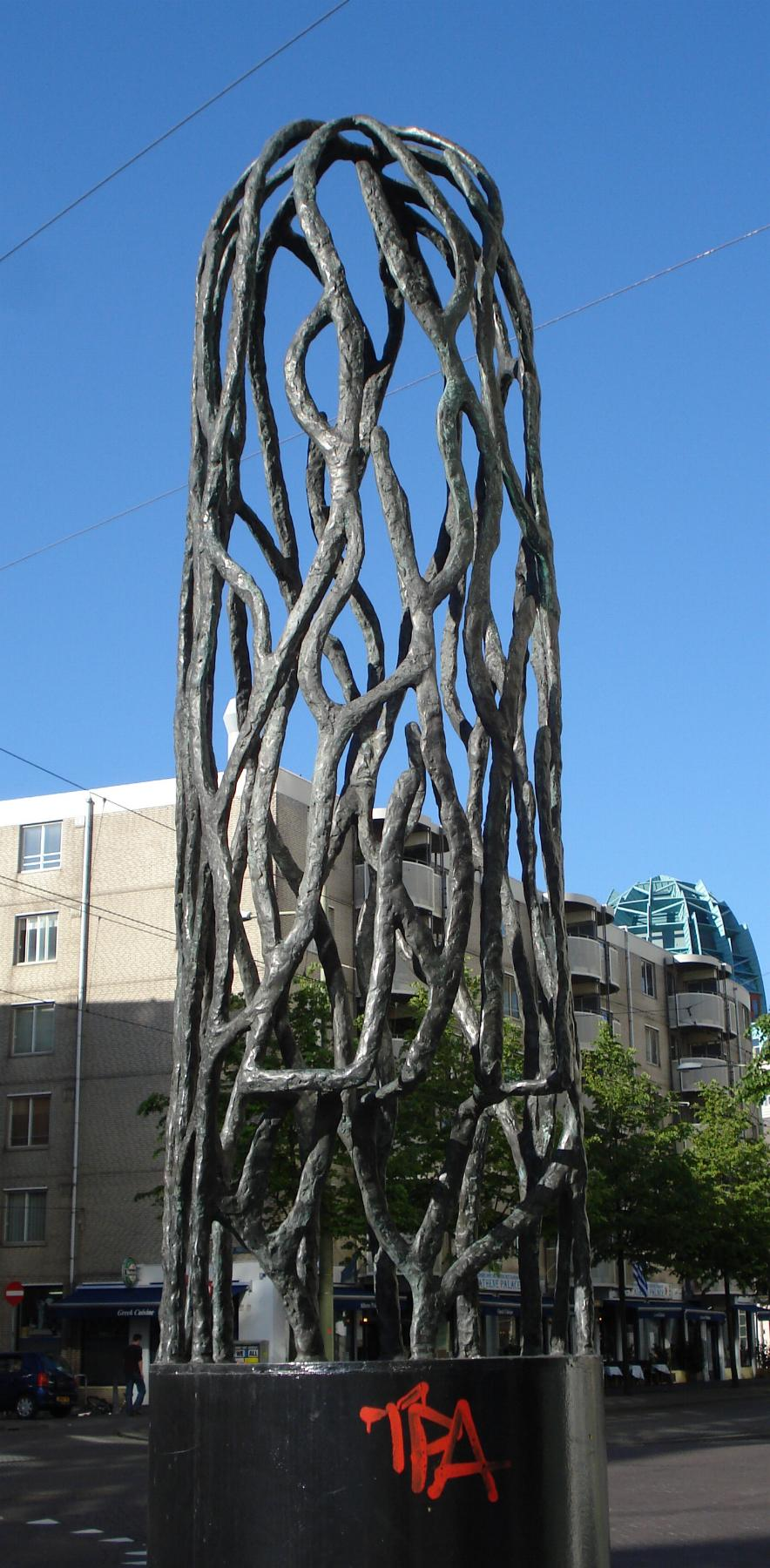
Sokkelplan
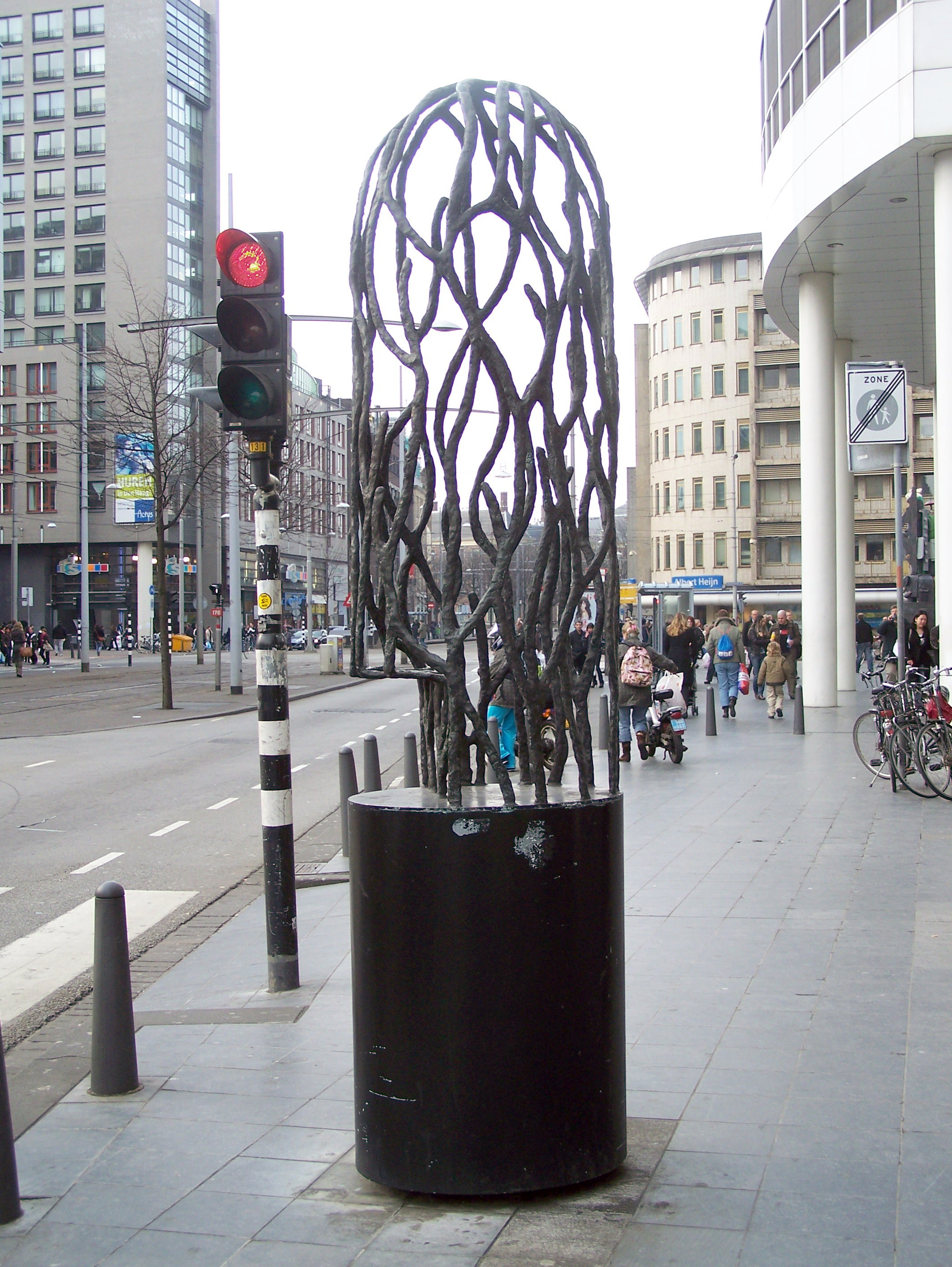
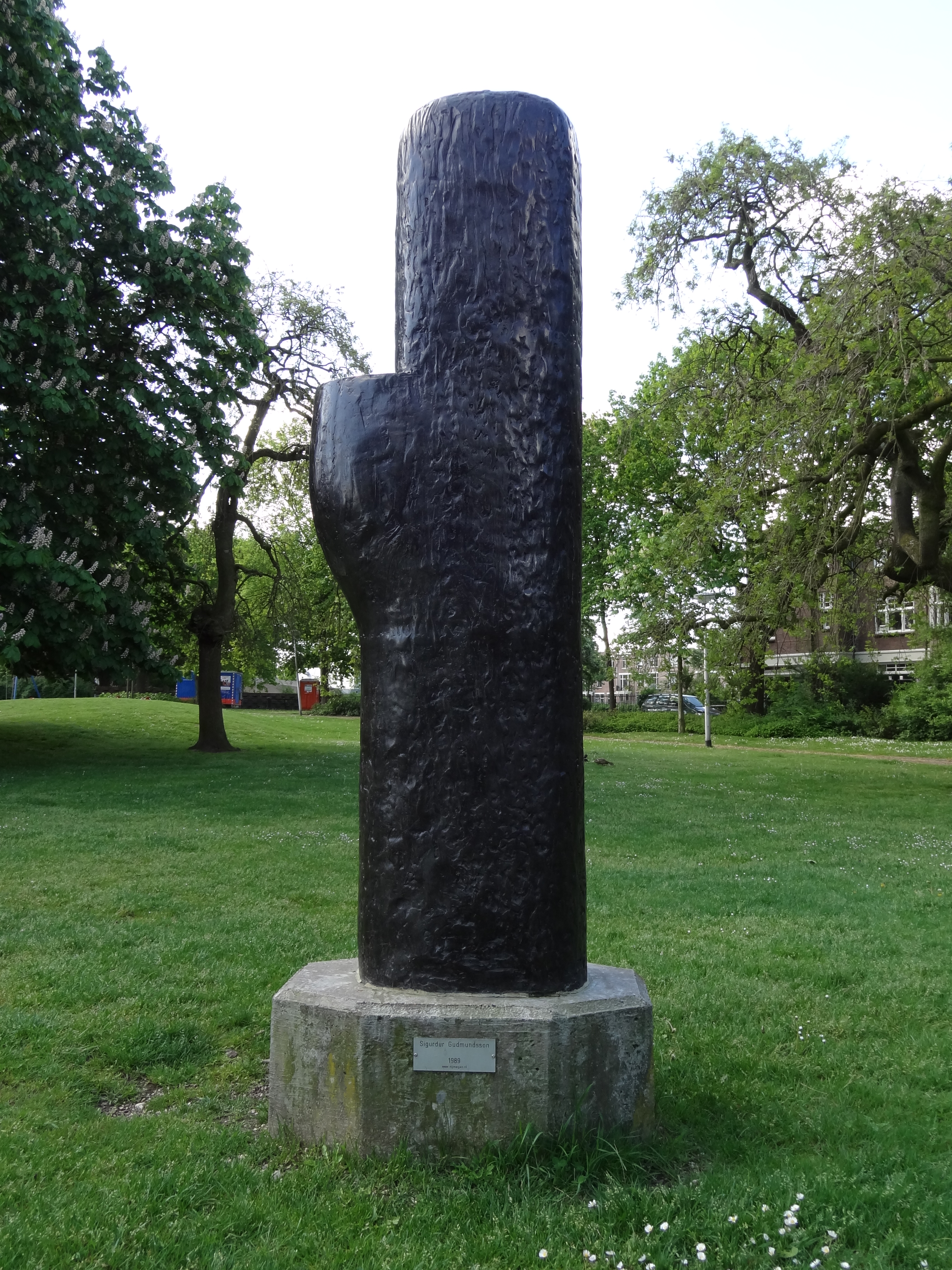
Julianapark , Nimega
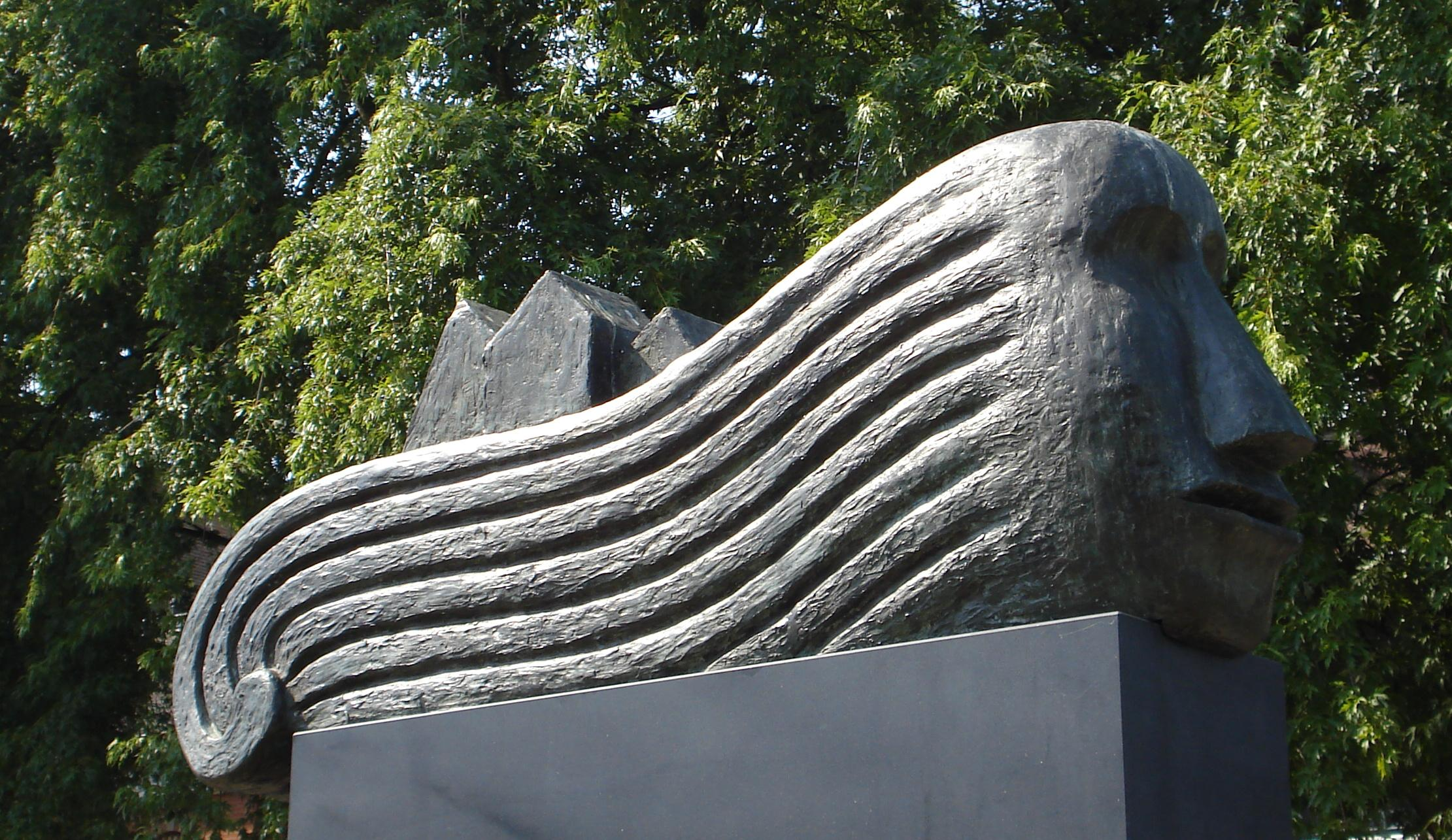
Sjaan, Teniersplein, La Haya